# Im Winter, so schön
Im Winter, so schön ist eine deutsche Kriminalkomödie aus dem Jahr 2015. Regie führte Matthias Mettenbörger, der zusammen mit Piotr Kochalski und Daniel Rau am Drehbuch beteiligt war. Der Film erschien am 19. Februar 2016 im deutschen Handel auf DVD.

## Handlung
Der Kleinkriminelle Erhard wird für einen Auftrag in ein abgelegenes Dorf geschickt. Doch es ereignet sich ein unerwarteter Unfall mit einem Rentner. Dieser muss letztendlich als Leiche neben einem Hirschkadaver im Kofferraum von Erhards liegen gebliebenem Wagen Platz nehmen. Der Kleinganove versteckt das kaputte Auto und macht sich aus dem Staub. In dem Dorf, in dem er Unterschlupf sucht, scheinen die exzentrischen und schrägen Bewohner gerade auf ihn gewartet zu haben.
Doch Erhard kann nicht zu lange vor seiner Schuld davonrennen, denn das Mädchen Emma hat ihn bei seinem Unfall beobachtet und verfolgt ihn. Sie will Erhard überreden, ihr bei der Suche nach ihrem verschwundenen Vater behilflich zu sein. Auch wenn der Gauner nichts lieber tun würde als aus dem vereisten Kaff, in dem ihm die Polizei bereits auf den Fersen ist, zu türmen, so gestaltet sich die Flucht als schwierig.

## Produktion
Im Winter, so schön war die Abschlussarbeit der Studenten Piotr Kochalski, Matthias Mettenbörger und Daniel Rau an der FH Aachen. Die Produktion des Filmes wurde über die Crowdfunding-Website startnext finanziert.

## Kritik
Auch Kino.de lobt den Film als ambitionierten deutschen „Low-Budget-Thriller mit gut gezeichneten Typen und Momenten hintergründigen Humors“, der „für geringes Geld in gewollter Tristesse atmosphärisch dicht und auch humorvoll angerichtet“ wurde, kritisiert aber: „Engagierte Darsteller der zweiten bis dritten Reihen mühen sich redlich, einer zuweilen etwas abenteuerlich konstruierten Geschichte Leben einzuhauchen. Nicht jede Figur und Wendung vermag dabei zu überzeugen“. Kino.de schwächt diese Kritik jedoch zugleich ab, „denn der gute Wille ist erkennbar und lässt auf Fortschritte im deutschen Genrefilmwesen hoffen.“